# Vágar
 (novembre 2024).
Si vous disposez d'ouvrages ou d'articles de référence ou si vous connaissez des sites web de qualité traitant du thème abordé ici, merci de compléter l'article en donnant les références utiles à sa vérifiabilité et en les liant à la section « Notes et références ».
Vágar (danois : Vågø) est l'une des 18 îles de l'archipel des Féroé. Elle comprend les communes de Sørvágs à l'ouest et Vága à l'est. On y trouve le seul aéroport international de l'archipel.
C'est la troisième île par sa taille, derrière Streymoy et Eysturoy. L'île de Mykines appartient également à la région de Vágar.
La forme de l'île rappelle la tête d'un chien, Sørvágsfjørður étant la gueule et Fjallavatn les yeux.
Sa superficie est de 178 km².
Vágar est le premier lieu d'escale de la plupart des voyageurs étrangers, car elle dispose du seul aéroport de l'archipel. 
Un aérodrome fut construit durant la seconde guerre mondiale par les britanniques, qui ont occupé l'île avec le consentement des insulaires. L'aérodrome est resté inutilisé pendant 20 ans après la guerre, puis fut remis en service, agrandi et modernisé. En moyenne, 170 000 passagers transitent par cet aéroport, ce qui constitue un flux inhabituel à l'échelle de l'île. Pour faciliter le transport, un tunnel long de 5 km et en partie sous-marin joint désormais Vágar avec les deux plus grandes îles de l'archipel et la capitale Tórshavn.

## Villages
Six villages sont disséminés sur Vágar, les plus grands étant Miðvágur, Sandavágur et Sørvágur et les plus modestes (moins de 100 habitants) Gásadalur, Bøur et Vatnsoyrar. Il y avait auparavant deux autres villages Slættanes, abandonné en 1965 et Víkar, abandonné en 1910.

## Lacs importants
- Sørvágsvatn, le plus grand lac de l'île
- Fjallavatn
- Vatnsdalsvatn
- Kvilkinnavatn

## Montagnes importantes
- Árnafjall
- Eysturtindur
- Húsafelli

## Cascades importantes
- Bøsdalafossur
- Múlafossur
- Reipsáfossur